# Belovai István
Belovai István  (Csanádapáca, 1938. január 4. – Denver, 2009. november 6.) a magyar katonai hírszerzés tisztje, a CIA ügynöke, kettős ügynök.

## Élete, pályafutása
Édesapja kötélgyártó mester volt, de a tulajdonában álló néhány holdas területen földműveléssel is foglalkozott. Belovai István a nyolc általánost szülőfalujában, Csanádapácán végezte el. 1958-ban hívták be kötelező katonai szolgálatra. A katonaévek letöltése után, parancsnoka javaslatára jelentkezett a kétéves Egyesített Tisztiiskolára, melyet kiváló eredménnyel végzett el. 1962. október 1-jével a katonai hírszerzés állományába került, ahol a mélységi katonai felderítés és diverzió feladataira kapott kiképzést. Közben elvégezte a budapesti Eötvös Gimnázium esti tagozatát és 1966-ban sikeres érettségi vizsgát tett.
1963. június 1-jével az MNVK 2. Csoportfőnökségre került értékelő-elemző beosztásba. 1966-ban angol, 1970-ben olasz nyelvből szerzett felsőfokú államvizsgát. 1970-73 között elvégezte a Zrínyi Miklós Katonai Akadémiát. 1978 és 1980 között példa értékű munkája elismeréseként négy alkalommal részesítették pénzjutalomban, illetve megkapta a Haza Szolgálatáért Érdemérem arany fokozatát is. 1981-ben alezredessé léptették elő, majd 1982-ben kihelyezték a londoni nagykövetségre, ahol a katonai és légügyi attasé helyetteseként folytatta hírszerző és katonadiplomáciai munkáját.
Belovai saját, 2000-ben megjelent önéletírása szerint már 1978-ban eldöntötte, hogy az amerikaiakhoz fordul, mert munkája során felismerte, hogy a magyar hírszerzés hatalmas mennyiségű amerikai katonai titokhoz jutott, amit a szovjeteknek továbbít, és emiatt aggódott egy atomháború kitörése miatt. Londonban ezért 1983-ban felvette a kapcsolatot a CIA munkatársával, majd 1984-ben szervezett együttműködést vállalt az amerikai hírszerző szolgálattal. (A szóban forgó, Magyarországnak dolgozó kém, Clyde Lee Conrad nevét és egyéb körülményeit a szigorú belső konspiráció miatt nem ismerte, csak az általa és társai által megszerzett anyagok mennyisége és minősége tűnt fel neki. Az ennek alapján megindult amerikai vizsgálat eredményeképpen Conradot négy év múlva, 1988-ban tartóztatták le és életfogytiglanra ítélték. 1998-ban a börtönben halt meg.)
A Belovai által 1984 júliusa és 1985 júniusa között a CIA részére végzett tevékenység a magyar katonai hírszerzés eddig ismert legnagyobb kudarcát jelentette az ugyancsak addigi legnagyobb siker, a Conrad-ügy után. Belovai a Conrad-ügy mellett feltárta a CIA számára a londoni katonai hírszerző rezidentúrán dolgozó hivatásos és beszervezett kollégái, valamint a belügyi hírszerzés embereinek a neveit és sok más fontos titkot. Az általa okozott károkat vizsgáló ügyben kollégái a „Görény” fedőnevet adták neki.
1984-ben, magyarországi szabadsága idején – álláspontja szerint alaptalanul – fegyelmi vizsgálatot indítottak ellene, ezért nem térhetett vissza állomáshelyére. (Bányász Rezső akkori nagykövet jelentése szerint a hírszerző egy alkalommal annyira be volt rúgva, hogy fel akarta akasztani magát, és az autóból is ki akart ugrani, amikor kórházba vitték.) A CIA-vel a kapcsolatot Budapesten folytatta. A magyar elhárítás azonban már nyomozott ellene, és 1985. július 10-én, egy a CIA által részére elhelyezett csomag (szaknyelven konténer) felvétele közben, Kelenföldön tetten érték és letartóztatták. A katonai bíróság 1985 decemberében életfogytiglani szabadságvesztésre és teljes vagyonelkobzásra ítélte. 

## A rendszerváltás után
1990 szeptemberében Belovait Göncz Árpád köztársasági elnök kegyelemben részesítette, büntetésének hátralévő részét öt év próbaidőre felfüggesztette. A Magyar Köztársaság kikiáltása után majdnem egy évvel helyezték csak szabadlábra. 1990 decemberében az Egyesült Államokba távozott, 1992-ben megkapta az amerikai állampolgárságot.
Belovai fontos célja volt, hogy teljes rehabilitációban részesüljön Magyarországon, mivel a rendszerváltás előkészítőjének, „a NATO első magyar katonájának” tartotta magát. 1998-ban „Fedőneve: Scorpion” címmel írta meg visszaemlékezéseit. Megszervezte, hogy könyvének megjelenésekor a hivatalban levő összes országgyűlési képviselő asztalára odakerüljön egy-egy példány. Saját verzióját ismertetve interjúkat adott, Kőszeg Ferenc is szót emelt mellette. Teljes rehabilitációját nem tudta elérni, de 2000-ben Mádl Ferenc köztársasági elnök ismételten kegyelemben részesítette, és mentesítette a büntetett előélethez fűződő joghátrányok alól. Elkobzott ingatlanáért, vagyontárgyaiért, a börtönben töltött évekért azonban semmiféle kárpótlásban nem részesült. Nyugdíjra nem jogosult. Magyar katonai rangjától megfosztva az Egyesült Államokban, a coloradói Denverben telepedett le. Az USA kormánya ezredesi nyugdíjat folyósított neki.
Belovai István életének 71. évében, hosszan tartó betegség után hunyt el. Utolsó napjaiig a rehabilitációjáért küzdött.

## A Conrad-ügy utóélete, szereplőinek további sorsa
Csak a későbbiekben derült rá fény, hogy Belovain kívül a budapesti szovjet nagykövetség katonai attaséi hivatalában szolgálatot teljesítő Vlagyimir Vasziljev őrnagy ugyancsak jelezte a Nyugatnak a titokszivárgást. Vasziljev a szovjet katonai hírszerzés összekötője, Mihajlovics Krasznyikov ezredes beosztottjaként ismerte a "Hóvirág" anyagokat. Vasziljevet letartóztatták, majd 1986-ban, Moszkvában kivégezték.
Belovai kapcsolatfelvétele után még négy évbe telt, mire az amerikai, a német, az olasz és a svéd elhárítás összehangolt munkával megtalálta az árulókat: az USA Európában állomásozó V. hadteste 8. gépesített hadosztályának titkos irodáján szolgálatot teljesítő Clyde Lee Conrad őrmestert és társait. A kémbanda évtizedes tevékenysége során óvatos becslések szerint 5-7 millió dollárt kapott a magyar hírszerzéstől. Conradot 1988. augusztus 23-án tartóztatták le Németországban. Perének vezető bírája, Ferdinand Schuth 1990. június 6-án kihirdetett ítéletében így fogalmazott: „Ha háború tört volna ki a Varsói Szerződés és a NATO között, a Nyugat kénytelen lett volna meghátrálni. A NATO rövidesen rákényszerült volna, hogy válasszon a kapituláció, vagy az atomfegyverek német területen való bevetése között. Conrad árulása a Szövetségi Köztársaságot nukleáris csatatérré változtatta volna.”
Conradot életfogytiglani börtönre ítélték, továbbá kétmillió nyugatnémet márka eljárási költség megfizetésére kötelezték. Ingó és ingatlan tulajdonát ennek fejében foglalták le. Conrad a diezi börtönben, 1998. január 7-én, szívroham következtében halt meg.
Kovács László, külügyi államtitkár 1990. január 23-án, a Budapesten akkreditált amerikai és nyugatnémet nagykövetek előtt tett nyilatkozatában a kormány nevében elhatárolta magát a Conrad-ügytől: a „magyar kormány a korábbi politikai és katonai vezetés hibájának, az ország nemzeti érdekeivel nem kellően számoló politikája részének tekinti az ügyet.” Ugyanebben az évben a magyar katonai hírszerzés a Conrad kémgyűrűtől származó anyagokat maradéktalanul visszaszolgáltatta az Egyesült Államok akkor Budapesten szolgálatot teljesítő védelmi attaséjának, Ruth Anderson ezredesnek.
Roderick James Ramsay őrmestert, aki a 8. gépesített hadosztály Hadműveleti Osztályán teljesített szolgálatot, Conrad szervezte be kémkedésre. Ramseyt a Szövetségi Nyomozóiroda 1990. június 8-án tartóztatta le a Florida állambeli Tampában. 1992. augusztus 28-án 36 évi fegyházra ítélték.
Jeffrey S. Rondeau főtörzsőrmester szintén a 8. gépesített hadosztálynál teljesített szolgálatot. Rondeau-t ugyancsak Conrad szervezte be kémkedésre. A főtörzsőrmestert 1992. október 22-én tartóztatta le az FBI, a bíróság 18 év börtönre ítélte.
Jeff E. Gregory főtörzsőrmester is a 8. gépesített hadosztály titkos irodáján teljesített szolgálatot, ahol Conrad őrmester beszervezte. A főtörzsőrmestert a Szövetségi Nyomozó Hivatal 1993. április 15-én tartóztatta le. A bíróság 18 év börtönre ítélte.
Kelly Therese Warren 1986–88 között a 8. gépesített hadosztály G-3 Szekciójában, vagyis a Hadműveleti Osztályon teljesített szolgálatot. Beosztásából következően nem csak a 8. gépesített hadosztályra vonatkozó titkos adatokhoz volt hozzáférése, hanem az amerikai szárazföldi erő, a légierő és a NATO védelmi hadműveleti terveihez, melyek tartalmazták az atom-, illetve a vegyi fegyverek alkalmazásának rendjét is. Kelly Therese Warrent az FBI ügynökei 1997. június 10-én tartóztatták le a Georgia állambeli Warner Robinsban. Kémkedésre szőtt összeesküvéssel vádolták, majd 1999. február 9-én 25 év fegyházra ítélték.
Az ügyben futárfeladatokat ellátó, a svédországi Göteborgban élő Kercsik Imre és Kercsik Sándor 1956-os emigrálását is feltehetően már a katonai hírszerzés szervezte meg, orvosi praxisuk fedőcégként szolgált. Letartóztatásukkor a svéd rendőrség megtalálta lakásukon a kapcsolattartást segítő rövidhullámú rádiót, valamint a rejtjelezéshez szükséges kódkönyveket. A Kercsik testvérpár ellen idegen államnak folytatott kémtevékenység miatt emeltek vádat. 1988 novemberében 18-18 hónapos börtönbüntetésre ítélték őket, melyet mindketten letöltötték. Méltányos ítéletük egyfelől annak volt betudható, hogy tevékenységükkel nem sértették Svédország érdekeit, másfelől részletes, beismerő vallomásuknak, melyben a magyar katonai hírszerzéshez fűződő kapcsolataikat részletesen feltárták a CIA előtt.
Mivel Németországban még mindig rajta volt a körözési listán, Kercsik Sándort 2004. február 18-án, Frankfurtban ismét letartóztatták. A koblenzi tartományi bíróság előtt beismerő vallomást tett, két év felfüggesztett szabadságvesztésre ítélték.
Az ugyancsak 1956-ban emigrált, az USA szárazföldi erejében szolgálatot teljesítő, majd 1964-ben a magyar katonai hírszerzés egyik tisztje által beszervezett Szabó Zoltán volt Conrad beszervezője. Szabó szolgálati idejének leteltével nyugdíjba ment, és 1982-ben visszatelepült Magyarországra. A rendszerváltozás előtt röviddel értesítették: az USA kormánya nehezményezi, hogy a kémtevékenységgel vádolt, amerikai állampolgár Szabó Magyarországon húzza meg magát. Szűcs Ferenc altábornagy, a katonai hírszerző szolgálat akkori főnökének utasítására felszámolták háztartásukat, és 1989 májusában feleségével együtt Bécsbe költöztek. Az osztrák hatóságok idegen ország hírszerző szolgálata részére folytatott kémtevékenységért állították bíróság elé, 1989. szeptember 29-én 10 hónap felfüggesztett börtönbüntetést kapott.
Zalai Pétert, aki 1985-ben a Gyorskocsi utcai BM Vizsgálati Osztályán Belovai halálbüntetésének egyik fő szorgalmazója volt, 1990. november 7-én nevezték ki a Rendőrség Országos Vizsgálati Osztályának vezetőjévé. A kilencvenes évek végén, ezredesi rendfokozatban, ugyanezt az osztályt vezette.
Belovai egykori védőügyvédje, dr. Mály József az 1998-as képviselőválasztáson az FKgP-t képviselte az Országos Választási Bizottságban.
Belovai elsőfokú perének bírája, dr. Rabóczki Ede később a Legfelsőbb Bíróság elnökhelyettese lett, majd mint nyugalmazott elnökhelyettes a Büntető Kollégium elvi munkáját előkészítő csoportjának tagja, főtanácsadó volt.